# Це сильніше за мене
«Це сильніше за мене» («Это сильнее меня») — радянський художній фільм 1973 року, знятий режисером Федіром Філіпповим на кіностудії «Мосфільм».

## Сюжет
Через вітчима коханої дівчини Макар потрапляє до в'язниці. Таня йде з дому та влаштовується на судноремонтний завод. Серйозні почуття до неї відчуває бригадир та добрий хлопець Олексій Углов. Вона погоджується одружитися з ним. Однак повертається Макар, влаштовується зварювальником у бригаду Углова, і почуття нареченої роблять Олексія нещасним.

## У ролях
- Олександр Михайлов — Олексій Углов, бригадир
- Іван Гаврилюк — Макар Істомін (озвучив Сергій Шакуров)
- Валентина Малявіна — Таня Сереброва, інструкторка з техніки безпеки
- Юрій Гончаров — Микола, виконроб
- Юхим Копелян — стармех із корабля «Чайковський»
- Ксенія Мініна — Варя, наречена Миколи
- Альберт Іричев — Володимир Іванович, головний інженер
- Марія Пастухова — Наталія Фоминична, мама Олексія
- Віктор Філіппов — Михайло Сергійович Ракитін
- Рамаз Гіоргобіані — Резо
- Олександр Жеромський — Костя Птичкін
- Наталія Воробйова — Марійка
- Наталія Гурзо — Олена
- Сергій Свечников — Гена
- Михайло Горносталь — Олег
- Гунтіс Пілсумс — Ернест
- Ігор Янковський — Іван
- Віра Бурлакова — епізод
- Анатолій Голик — чоловік, що побився з Макаром
- Борис Новиков — літній піжон в ресторані
- Сергій Простяков — вітчим
- Іван Савкін — капітан
- Георгіос Совчіс — майор у відділенні міліції
- Надія Самсонова — продавчиня у магазині
- Тетяна Ухарова — Люся
- Валентина Толкунова — співачка
- Аркадій Укупник — гітарист в ресторані

## Знімальна група
- Режисер — Федір Філіппов
- Сценарист — Олексій Симуков
- Операторка — Ера Савельєва
- Композитор — Оскар Фельцман
- Художник — Анатолій Кузнецов